# Eleição municipal de Nova Iguaçu em 2008
A Eleição municipal da cidade brasileira de Nova Iguaçu de 2008 ocorreram no dia 5 de outubro de 2008 onde foram eleitos o prefeito, o vice-prefeito e mais 21 (vinte e um) vereadores. O prefeito e o vice-prefeito eleitos assumirão os cargos no dia 1 de janeiro de 2009 e seus mandatos terminarão em dia 31 de dezembro de 2012. Seis candidatos ficaram aptos para disputar a eleição. Com 65,35% dos votos válidos, o então prefeito Lindberg Farias do Partido dos Trabalhadores foi reeleito em primeiro turno, derrotando o ex-prefeito Nelson Bornier do PMDB, que obteve 33,21%. O terceiro colocado foi o servidor público Antonio Cottas, do PSOL, que obteve 0,68% dos votos válidos.
Em abril de 2010, Lindberg renunciou ao cargo para disputar a eleição para duas vagas ao Senado Federal naquele ano, sendo posteriormente eleito para o cargo. A então vice Sheila Gama, do Partido Democrático Trabalhista, assumiu a prefeitura.

## Candidatos à prefeito
|  | Nº | Candidato(a) a prefeito | Candidato(a) a prefeito                                  | Candidato(a) a vice-prefeito | Candidato(a) a vice-prefeito                                    | Coligação |
|  | -- | ----------------------- | -------------------------------------------------------- | ---------------------------- | --------------------------------------------------------------- | --- |
|  | 13 |                         | Lindberg (PT) Luiz Lindbergh Farias Filho                |                              | Sheila Gama (PDT) Sheila Chaves Gama de Souza                   | A Mudança não pode parar - Partido dos Trabalhadores (PT) - Partido Democrático Trabalhista (PDT) - Partido Trabalhista Brasileiro (PTB) - Partido Verde (PV) - Partido Comunista do Brasil (PCdoB) - Partido Trabalhista do Brasil (PTdoB) - Partido da República (PR) - Partido Socialista Brasileiro (PSB) - Partido Trabalhista Nacional (PTN) - Partido Republicano Brasileiro (PRB) - Democratas (DEM)                                                                           |
|  | 15 |                         | Nelson Bornier (PMDB) Nelson Roberto Bornier de Oliveira |                              | Maurílio Manteiga (PSDB) Maurílio de Oliveira                   | Compromisso com Nova Iguaçu - Partido do Movimento Democrático Brasileiro (PMDB) - Partido da Social Democracia Brasileira (PSDB) - Partido da Mobilização Nacional (PMN) - Partido Social Liberal (PSL) - Partido Republicano Progressista (PRP) - Partido Social Cristão (PSC) - Partido Social Democrata Cristão (PSDC) - Partido Progressista (PP) - Partido Humanista da Solidariedade (PHS) - Partido Renovador Trabalhista Brasileiro (PRTB) - Partido Popular Socialista (PPS) |
|  | 16 |                         | Carlão (PSTU) Carlos Alberto Feliciano dos Santos        |                              | Marcos Almeida (PSTU) Marcos Antônio Chagas de Almeida          | Sem coligação - Partido Socialista dos Trabalhadores Unificado (PSTU) |
|  | 21 |                         | José Renato (PCB) José Renato André Rodrigues            |                              | Gilberto Cortes (PCB) Gilberto Messias Cortes Nogueira          | Sem coligação - Partido Comunista Brasileiro (PCB) |
|  | 36 |                         | Léo (PTC) Nemir Franco Nascimento                        |                              | Baleinha (PTC) Ronaldo Guimarães da Silva                       | Sem coligação - Partido Trabalhista Cristão (PTC) |
|  | 50 |                         | Antônio Cottas (PSOL) Antônio Carlos Cottas              |                              | Osvaldo Guilherme (PSOL) Osvaldo Guilherme da Silva de Oliveira | Sem coligação - Partido Socialismo e Liberdade (PSOL) |

## Resultados da eleição

### Prefeito
| Lindberg Farias (PT) | Sheila Gama (PDT)        | 263.292 | 65,35%  |
| Nelson Bornier (PMDB) | Maurílio Manteiga (PSDB) | 133.805 | 33,21%  |
| Antônio Cottas (PSOL) | Osvaldo Guilherme (PSOL) | 2.751   | 0,68%   |
| Carlão (PSTU) | Marcos Almeida (PSTU)    | 2.420   | 0,60%   |
| José Renato (PCB) | Gilberto Cortes (PCB)    | 655     | 0,16%   |
| Léo (PTC) | Baleinha (PTC)           | 0       | 0,00%   |
| Total de votos válidos | Total de votos válidos   | 402.923 | 100,00% |
| Votos apurados |                          |         |         |
| Votos válidos | Votos válidos            | 402.923 | 89,61%  |
| Votos em branco | Votos em branco          | 17.184  | 3,82%   |
| Votos nulos | Votos nulos              | 29.543  | 6,57%   |
| Total de votos apurados | Total de votos apurados  | 449.650 | 100,00% |
| Eleitores |                          |         |         |
| Comparecimento | Comparecimento           | 449.650 | 85,62%  |
| Abstenções | Abstenções               | 75.496  | 14,38%  |
| Total de eleitores | Total de eleitores       | 525.146 | 100,00% |
| Total de seções: 1.477 |                          |         |         |
| Nota: A candidatura de Nemir Franco Nascimento (Leo), do PTC, ainda está indeferida cabendo recurso. Portanto seus votos não foram computados. |                          |         |         |
| Fonte: Justiça Eleitoral |                          |         |         |

## Vereadores Eleitos
| Candidatos                         | Votos | %    |
| ---------------------------------- | ----- | ---- |
| Carlinhos Presidente (DEM)         | 9.513 | 2,31 |
| Marcos Fernandes (DEM)             | 8.568 | 2,08 |
| Fernando Nagi (PR)                 | 6.820 | 1,66 |
| Daniel da Padaria (DEM)            | 6.436 | 1,57 |
| Marcos Rocha (DEM)                 | 6.321 | 1,54 |
| Professora Marli (PT)              | 5.527 | 1,34 |
| Xandrinho (PV)                     | 5.318 | 1,29 |
| Nicolasina Acarisi (PMDB)          | 5.318 | 1,29 |
| Anderson Santos (PPS)              | 4.483 | 1,09 |
| Marotte (PMDB)                     | 4.374 | 1,06 |
| Marquinhos da Tia Megue (PMDB)     | 4.322 | 1,05 |
| Rosangela Gomes (PRB)              | 4.230 | 1,03 |
| Jorge de Austin (PSDB)             | 4.151 | 1,01 |
| Marivaldo Amorim (PT do B)         | 3.897 | 0,95 |
| Carlos Ferreira - Ferreirinha (PT) | 3.476 | 0,85 |
| Wilson de Carvalho (PSC)           | 3.248 | 0,79 |
| Thiago Portela (PPS)               | 3.138 | 0,76 |
| Vilma Aguazul (PDT)                | 3.108 | 0,76 |
| Fernando Cid (PC do B)             | 2.886 | 0,70 |
| Pastor Laranja (PSDB)              | 2.711 | 0,66 |
| Pastor Wellington (PT)             | 2.466 | 0,60 |

## Eleitorado
| Total de Eleitores | 525.146 |
| Abstenções         | 75.496  |
| Votos Apurados     | 449.650 |

| Votos Válidos | 411.120 |
| Votos Brancos | 19.556  |
| Votos Nulos   | 18.974  |